# Lauren Cook
Lauren Alyssia Cook (San Diego, 11 febbraio 1991) è una pallavolista statunitense.
Gioca nel ruolo di palleggiatrice nelle Indias de Mayagüez.

## Carriera
La carriera di Lauren Cook inizia nella University of California, Los Angeles, con cui partecipa all'edizione 2009 della NCAA Division I. Nelle tre edizioni successive gioca per la University of Nebraska-Lincoln, squadra universitaria allenata dal padre John.
Nella stagione 2013 inizia la carriera professionistica nella Liga de Voleibol Superior Femenino con le Vaqueras de Bayamón, mentre nella stagione successiva passa alle Mets de Guaynabo. Nel campionato 2015 firma per le Indias de Mayagüez.

## Vita privata
È la figlia dell'allenatore della University of Nebraska-Lincoln, John Cook. Anche sua madre, Wendy, è stata una pallavolista e giocava nel ruolo di palleggiatrice nella San Diego State University.

## Palmarès

### Premi individuali
- 2009 - National Freshman of the Year
- 2012 - All-America First Team
- 2012 - NCAA Division I: Omaha Regional All-Tournament Team